# Río Choloki
El río Choloki (en georgiano: ჩოლოქი), también conocido como río Cholok o Çolok, es un río de Georgia. Fluye a través de las provincias de Ayaria y Guria, hasta las afueras de Kobuleti. Durante el siglo XIX sirvió como frontera entre el Imperio otomano y el Imperio ruso. Dos kilómetros al norte de la ciudad, se encuentra otro río, el Sharistskali, y diez más allá, el Rioni. Los tres ríos desembocan en el Mar Negro, compartiendo estuario. En varias ocasiones, el río se ha desbocado a causa de las numerosas lluvias.

## Etimología
El nombre del río probablemente deriva de la palabra turca "Çöllük", que significa "seco" o "superficial".

## Historia

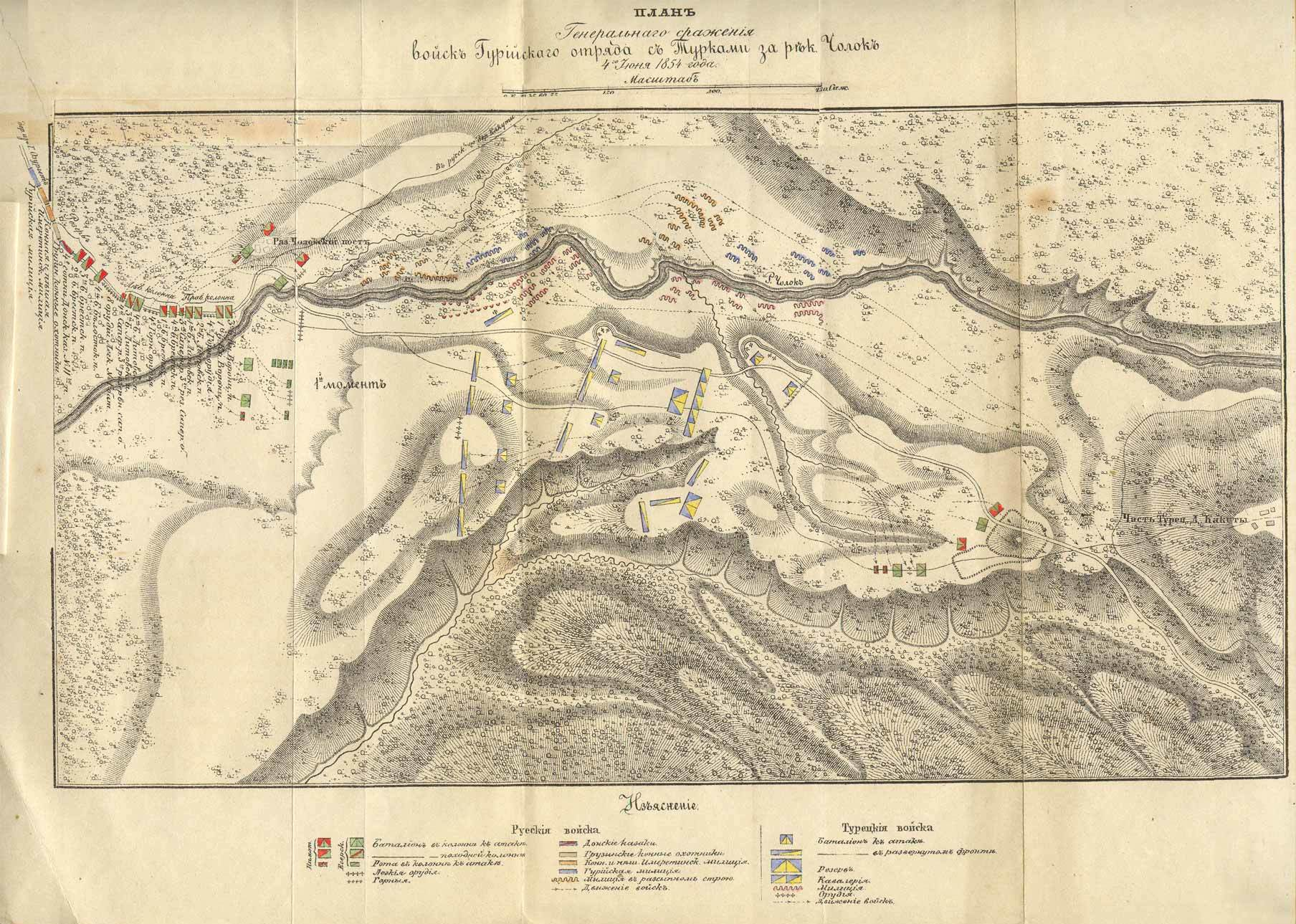
Mapa de la batalla del río Choloki.

Durante la guerra de Crimea, el 4 de junio de 1854, 13.000 soldados de las unidades del Imperio ruso, dirigidas por Ivane Andronikashvili, que consistían en su mayoría en hombres georgianos, se dirigieron al río Choloki. Mientras, el ejército otomano, compuesto por 35.000 soldados, liderado por Sinan Pasha, entabló batalla. A pesar de disponer de inferioridad numérica, el ejército ruso consiguió una vital victoria. A Andronikashvili se le concedió la medalla Alexander Nevsky.
Mucho más tarde, el 16 de abril de 1918, en el contexto de la Primera Guerra Mundial, la Guardia Nacional de Georgia, bajo el mando de Giorgi Mazniashvili, impidió la invasión de las fuerzas otomanas en la República Democrática de Georgia, después de haber arrebatado a los turcos toda Guria.
Un puente sobre el río, situado en la carretera principal que conecta Ayaria con el resto de Georgia, en el distrito de Kobuleti, fue detonado el 2 de mayo de 2004, por orden de Aslan Abashidze, el gobernador de la región de Ayaria, cuando llamó a volar el puente y así poder contrarrestar las fuerzas opositoras. Declaró que era "una medida preventiva contra el posible intento de acción militar por parte de las autoridades centrales de Georgia". La maniobra acabó con un fracaso por parte de Abashidze, que lo llevó al exilio.